# Agenda Media
Die Agenda Media GmbH war eine Medien-Produktionsgesellschaft mit Sitz in Berlin (2008 bis 2014 in Hamburg). Das Unternehmen wurde im Jahr 2008 gegründet und 2015 aufgelöst.
Gesellschafter waren die N24 Media GmbH, Studio Hamburg, Stefan Aust und Thomas Ammann. 
Gemeinsame Geschäftsführer waren Stefan Aust und Thorsten Pollfuß.

## Geschäftsfelder
Geschäftszweck war die Entwicklung und Produktion von Fernsehdokumentationen, Spielfilmen und Infotainment-Formaten sowie mit der Entwicklung und Umsetzung von Print- und Internetformaten.

### Fernsehen
Agenda Media produzierte Filme für das öffentlich-rechtliche und das private Fernsehen, darunter u. a. TV-Dokumentationen für das ZDF (Wettlauf um die Welt – Aufbruch aus der Krise) sowie für RTL II (Härtetest extrem: Die Minentaucher).

### Printmedien und Internet
Zudem wurden Zeitschriften für das iPad und vergleichbare Geräte im Auftrag der WAZ-Mediengruppe produziert und für die Zeitschrift WOCHE Produkte für Print, Online und iPad.